# Íker Fernández
Íker Fernández Roncal (ur. 9 września 1977 w San Sebastián) – hiszpański snowboardzista. Jego najlepszym wynikiem olimpijskim jest 19. miejsce w half-pipe’ie na igrzyskach w Nagano. Na mistrzostwach świata najlepszy wynik uzyskał na mistrzostwach w Madonna di Campiglio, gdzie zajął 5. miejsce w halfpipe’ie. Najlepsze wyniki w Pucharze Świata osiągnął w sezonie 1997/1998, kiedy to zajął 49. miejsce w klasyfikacji generalnej, a w klasyfikacji halfpipe’a był ósmy.
W 2006 r. zakończył karierę.

## Sukcesy

### Igrzyska olimpijskie
| Miejsce | Dzień     | Rok  | Miejscowość    | Konkurencja | Zwycięzca   |
| ------- | --------- | ---- | -------------- | ----------- | ----------- |
| 19.     | 12 lutego | 1998 | Nagano         | Halfpipe    | Gian Simmen |
| 23.     | 11 lutego | 2002 | Salt Lake City | Halfpipe    | Ross Powers |
| 28.     | 12 lutego | 2006 | Turyn          | Halfpipe    | Shaun White |

### Mistrzostwa Świata
| Miejsce | Dzień       | Rok  | Miejscowość          | Konkurencja | Zwycięzca        |
| ------- | ----------- | ---- | -------------------- | ----------- | ---------------- |
| 38.     | 24 stycznia | 1997 | San Candido          | Halfpipe    | Fabien Rohrer    |
| 5.      | 27 stycznia | 2001 | Madonna di Campiglio | Halfpipe    | Kim Christiansen |
| 19.     | 17 stycznia | 2003 | Kreischberg          | Halfpipe    | Markus Keller    |

### Puchar Świata

#### Miejsca w klasyfikacji generalnej
- 1997/1998 – 49.
- 2000/2001 – 91.
- 2001/2002 – –
- 2002/2003 – –
- 2004/2005 – –
- 2005/2006 – 168.

#### Miejsca na podium
1. Hintertux – 25 listopada 1997 (Halfpipe) – 3. miejsce
2. Sankt Moritz – 6 stycznia 1998 (Halfpipe) – 2. miejsce
3. Valle Nevado – 7 września 2001 (Halfpipe) – 1. miejsce
4. Tignes – 19 listopada 2001 (Halfpipe) – 2. miejsce